# Мастер Герхард
Мастер Герхард (ок. 1210/1215 — 24 апреля 1271 года, Кёльн; нем. Meister Gerhard, лат. Magister Gerardus) — первый архитектор и строитель Кёльнского собора.

## Жизнь
Жизнь Герхарда можно реконструировать почти исключительно через его работы. Возможно, что Герхард посетил строительные площадки соборов Труа и Сент-Шапель в Париже во время своего ученичества и путешествий. Было высказано предположение, что строитель церкви аббатства Сен-Дени, Пьер де Монтро, доктор Lathomodorum, был учителем Герхарда. Сообщается, что Герхард также поддерживал тесные контакты с Жаном де Шеллем, менеджером строительной площадки Нотр-Дам в Париже. Как parlier или master он, вероятно, работал на рейнских строительных сооружениях до того, как глава Кёльнского собора назначил его мастером (rector fabricae или opifex).
25 марта 1247 года было принято решение о новом здании Кёльнского собора, закладка первого камня состоялась 15 августа 1248 года. Герхард впервые упоминается в 1257 году, когда глава собора ему в звании «magistro gerardo lapicide rectori fabrice ipsius ecclesie», «из-за его услуг этой церкви» Земля в его доме на Марзелленштрассе оставлена в долгосрочную аренду, чтобы построить на ней большой каменный дом.
Вскоре после 1248 года он женился на Гуде, сестре начальника декана погреба собора. Во время инспекционной поездки 24 апреля до 1271 года при загадочных обстоятельствах Герхард упал с строительных лесов недостроенного собора и получил смертельное ранение. Мастер Герхард оставил трёх сыновей: Вильгельма, Петра и Иоганна, а также дочь Элизабет, все из которых приняли духовный статус.

## Споры о происхождении
Долгое время мастера Герхарда путали с каноником собора Герхардом фон Риле, который в 1264 году был назначен временным директором строительства (rector fabricae). Роль комиссара в средневековых строительных работах Кёльна обычно выполняли два священнослужителя, которые координировали строительные работы для строителя церкви, а также отвечали за управление финансами. «Совершенно неверно», что мастер Герхард был тождественен канонику Герхарду фон Риле.